# Tecution
Tecution is een geslacht van spinnen uit de familie Cheiracanthiidae.

## Soorten
- Tecution helenicola Benoit, 1977
- Tecution mellissii (O. P.-Cambridge, 1873)
- Tecution planum (O. P.-Cambridge, 1873)